# Ministri dell'agricoltura del Regno d'Italia
I ministri dell'agricoltura del Regno d'Italia si sono avvicendati dal 1916 al 1923 e dal 1929 al 1946.

## Lista
| Ministro                                                                           | Foto                              | Mandato                             | Governo                            | Legislatura                        |
| ---------------------------------------------------------------------------------- | --------------------------------- | ----------------------------------- | ---------------------------------- | ---------------------------------- |
| Ministri dell'agricoltura                                                          |                                   |                                     |                                    |                                    |
| Giovanni Raineri                                                                   |                                   | 22 giugno 1916 - 30 ottobre 1917    | Governo Boselli                    | XXIV                               |
| Giovanni Battista Miliani                                                          |                                   | 30 ottobre 1917 - 17 gennaio 1919   | Governo Orlando                    | XXIV                               |
| Vincenzo Riccio                                                                    |                                   | 17 gennaio 1919 - 23 giugno 1919    | Governo Orlando                    | XXIV                               |
| Achille Visocchi                                                                   |                                   | 23 giugno 1919 - 14 marzo 1920      | Governo Nitti I                    | XXIV                               |
| Alfredo Falcioni                                                                   |                                   | 14 marzo 1920 - 21 maggio 1920      | Governo Nitti I                    | XXIV                               |
| Giuseppe Micheli                                                                   |                                   | 21 maggio 1920 - 15 giugno 1920     | Governo Nitti II                   | XXV                                |
| Giuseppe Micheli                                                                   | 15 giugno 1920 - 4 luglio 1921    | Governo Giolitti V                  | XXV                                |                                    |
| Angelo Mauri (PPI)                                                                 |                                   | 4 luglio 1921 - 26 febbraio 1922    | Governo Bonomi I                   | XXVI                               |
| Giovanni Bertini (PPI)                                                             |                                   | 26 febbraio 1922 - 1º agosto 1922   | Governo Facta I                    | XXVI                               |
| Giovanni Bertini (PPI)                                                             | 1º agosto 1922 - 28 ottobre 1922  | Governo Facta II                    | XXVI                               |                                    |
| Giuseppe De Capitani D'Arzago (PLI)                                                |                                   | 28 ottobre 1922 - 5 luglio 1923     | Governo Mussolini                  | XXVII                              |
| Il Ministero dell'agricoltura viene accorpato nel Ministro dell'economia nazionale |                                   |                                     |                                    |                                    |
| Il Ministero dell'economia nazionale viene soppresso.                              |                                   |                                     |                                    |                                    |
| Ministri dell'agricoltura e delle foreste                                          |                                   |                                     |                                    |                                    |
| Giacomo Acerbo (PNF)                                                               |                                   | 12 settembre 1929 - 24 gennaio 1935 | Governo Mussolini                  | XXVIII                             |
| Edmondo Rossoni (PNF)                                                              |                                   | 24 gennaio 1935 - 31 ottobre 1939   | Governo Mussolini                  | XXIX                               |
| Giuseppe Tassinari (PNF)                                                           |                                   | 31 ottobre 1939 - 26 dicembre 1941  | Governo Mussolini                  | XXX                                |
| Carlo Pareschi                                                                     |                                   | 26 dicembre 1941 - 25 luglio 1943   | Governo Mussolini                  | XXX                                |
| Alessandro Brizi                                                                   |                                   | 27 luglio 1943 - 11 febbraio 1944   | Governo Badoglio I                 | Periodo costituzionale transitorio |
| Falcone Lucifero                                                                   |                                   | 11 febbraio - 17 aprile 1944        | Governo Badoglio I                 | Periodo costituzionale transitorio |
| Fausto Gullo (PCI)                                                                 |                                   | 22 aprile 1944 - 8 giugno 1944      | Governo Badoglio II                | Periodo costituzionale transitorio |
| Fausto Gullo (PCI)                                                                 | 18 giugno 1944 - 10 dicembre 1944 | Governo Bonomi II                   | Periodo costituzionale transitorio |                                    |
| Fausto Gullo (PCI)                                                                 | 12 dicembre 1944 - 19 giugno 1945 | Governo Bonomi III                  | Periodo costituzionale transitorio |                                    |
| Fausto Gullo (PCI)                                                                 | 21 giugno 1945 - 8 dicembre 1945  | Governo Parri                       | Periodo costituzionale transitorio |                                    |
| Fausto Gullo (PCI)                                                                 | 10 dicembre 1945 - 1º luglio 1946 | Governo De Gasperi I                | Periodo costituzionale transitorio |                                    |